# Anurogryllus ecphylos
Anurogryllus ecphylos är en insektsart som beskrevs av Otte, D. 2006. Anurogryllus ecphylos ingår i släktet Anurogryllus och familjen syrsor. Inga underarter finns listade i Catalogue of Life.